# Kuehneola dryadis
Kuehneola dryadis är en svampart som beskrevs av Azbukina & Zenkova 1966. Kuehneola dryadis ingår i släktet Kuehneola och familjen Phragmidiaceae.   Inga underarter finns listade i Catalogue of Life.